# Homosexualität in Irland

Geografische Lage von Irland

Homosexualität ist in Irland seit 1993 legal. Eine Lesben- und Schwulenbewegung Irlands besteht seit den frühen 1970er Jahren.

## Geschichte
Der englische anglikanischer Bischof John Atherton wurde 1640 wegen gleichgeschlechtlicher Unzucht hingerichtet.
Das Verbot homosexueller Handlungen wurde 1922 mit der Übernahme des britischen sogenannten Labouchère Amendment ins irische Gesetz aufgenommen. Während der entsprechende Artikel im Vereinigten Königreich im Jahr 1967 abgeschafft wurde, blieb er in Irland bestehen.
Die Lesben- und Schwulenbewegung Irlands entstand in den frühen 1970er Jahren. Im Jahr 1974 wurde die Irish Gay Rights Movement gegründet, die Infrastrukturen für Homosexuelle schuf und homosexuellenfeindliche Gesetze bekämpfte. Auch die erste Gay-Pride-Demonstration fand in den 1970er Jahren statt.
David Norris, einer der Gründer der IGRM, klagte 1983 vor dem Supreme Court erfolglos gegen die Illegalisierung der Homosexualität, worauf er mit seiner Anwältin Mary Robinson vor den Europäischen Gerichtshof für Menschenrechte zog. Nach dem Urteil im Verfahren Norris vs. Ireland ist die Kriminalisierung von Homosexualität ein Verstoß gegen Artikel 8 der Menschenrechtskonvention. Im Jahre 1993 wurde Homosexualität legal.

## Rechtliche Situation

### Legalität
Homosexuelle Handlungen sind in Irland legal. Das Schutzalter liegt sowohl für homo- wie heterosexuellen Sex bei 16 Jahren.

### Antidiskriminierungsgesetze
Die Diskriminierung aufgrund sexueller Orientierung ist gesetzlich durch den Employment Equality Act von 1998 und den Equal Status Act von 2000 verboten.

### Anerkennung gleichgeschlechtlicher Partnerschaften
Die seit Frühjahr 2007 regierende Koalition Fianna Fáil, Progressive Democrats und Green Party strebte die gesetzliche Zulassung von Lebenspartnerschaften an. Am 16. Juli 2007 erklärte Premierminister Bertie Ahern: „We will legislate for Civil Partnerships at the earliest possible date in the lifetime of this Government.“
Umfragen ergaben, dass 84 Prozent der irischen Bevölkerung eine gesetzliche Anerkennung von homosexuellen Paaren befürworten. Im Juni 2008 startete die gegenwärtige irische Regierung eine Gesetzesinitiative, um Lebenspartnerschaften zu erlauben. Der Gesetzentwurf wurde im Juni 2009 im Parlament von der Regierung eingebracht und sollte Ende 2010 in Kraft treten.
Die Zustimmung des irischen Unterhauses erfolgte am 1. Juli 2010 und die Zustimmung des irischen Senates erging am 8. Juli 2010. Das Gesetz wurde am 19. Juli 2010 von Präsidentin Mary McAleese unterzeichnet und trat am 1. Januar 2011 in Kraft.
Mit einem Referendum wurde am 22. Mai 2015 per Volksabstimmung eine Verfassungsänderung und damit die Öffnung der Ehe für Lesben und Schwule beschlossen. Am 22. Oktober 2015 verabschiedeten das Dáil Éireann und der Seanad Éireann das ausführende Gesetz zur Eheöffnung in Irland.

### Blutspenden
Schwule durften seit 1981 in Nordirland kein Blut spenden. Wie die Gesundheitsministerin Michelle O’Neill 2016 mitteilte, soll das Verbot zum 1. September des gleichen Jahres dahingehend abgeschafft werden, dass eine Blutspende von homosexuellen Männern wieder möglich sein soll, vorausgesetzt diese lebten zuvor ein Jahr lang enthaltsam.